# Prade (Capodistria)
Prade (anche in sloveno Prade, desueto Prada) è una frazione di 1.129 abitanti  del comune sloveno di Capodistria, posto nella parte settentrionale dell'Istria.

## Geografia fisica
L'insediamento di Prade è posto sulla strada 625 che da Bertocchi porta a Gracischie, passando per Pobeghi, in una zona compresa tra il torrente Risano a nord e il canale Cornalunga (Badasevica) a sud, che nasce a Sant'Antonio e, dopo aver attraversato Vanganello, sfocia a Semedella, nella parte più interna dell'insenatura di Capodistria.

## Monumenti e luoghi d'interesse
Prade sorge su una terra leggermente ondulata e fertilissima che ha preso il nome che equivale a "prateria" e risulta abitata sin dall'epoca romana, come dimostrano i frammenti di tegole e recipienti rinvenuti vicino al paese.
Tra i pochi edifici storici vi è la chiesetta di S. Giovanni Battista, oggi in stato di abbandono, che fu costruita dalla famiglia Gravisi nel 1556 e consacrata nel 1561 dal vescovo Tommaso Stella.